# Сидоренко, Валерий Петрович
Валерий Петрович Сидоренко (23 сентября 1976, Энергодар, Украина) — украинский боксёр, в весовой категории — 48 кг. Трёхкратный чемпион мира среди военнослужащих (1995, 1997, 1999 гг.). Чемпион Европы среди любителей 2000 года. Пятое место на Летних Олимпийских играх 2000 в Сиднее.
Первый тренер — В. Р. Манзуля.

## Турнир на призы братьев Сидоренко
Ежегодный турнир по боксу. Первые три турнира были проведены в Энергодаре. С 2008 года проводится осенью в г. Севастополь.

## Семья
- Брат — Владимир Сидоренко
- Жена Ирина
- Дети: дочь Валерия (род. 2006) и сын Владимир (род. 1998)[1]